# You'll See
"You'll See" je pjesma američke pjevačice Madonne. Izdana je 13. listopada 1995. kao prvi singl s kompilacije najboljih balada Something to Remember pod Warner Bros. Recordsom.

## O pjesmi
Pjesma je bila veliki internacionalni hit. Dospjela je na #1 u Japanu i Španjolskoj, #2 u Finskoj, Kanadi i Južnoj Africi, #5 u Italiji i #6 u Sjedinjenim Državama. Također je zaradila zlatnu certifikaciju u SAD-u i Japanu.
Španjolska verzija nazvana "Verás" se pojavila na maxi-siglovima u španjolskim i latinskoameričkm izdanjima Something to Remember.
U UK-u je pjesma dosegnula #5 i postala 19. naprodavaniji Madonnin singl do danas s prodanih 302,000 kopija.
Ovu pjesmu je kao jednu od rijetkih, Madonna izvela uživo u britanskoj TV glazbenoj emisiji Top Of The Pops.
Madonna je pjesmu uvrstila na popis Drowned World Tour 2001., ali je na nekim koncertima u Sjedinjenim Državama umjesto ove pjesme izvodila pjesmu "Gone".

## US CD Maxi-Singl
- You'll see (Edit)
- You'll see (Spanish version)
- You'll see (Instrumental)
- Live to tell (Live from Ciao Italia)

## UK CD singl
- You'll see (Edit)
- Rain (LP version)
- You'll see (Inst.)

## Na ljestvicama
| Ljestvica (1995)                  | Pozicija |
| --------------------------------- | -------- |
| Australija                        | 9        |
| Austrija                          | 5        |
| Europa                            | 8        |
| Finska                            | 2        |
| Francuska                         | 24       |
| Irska                             | 13       |
| Italija                           | 5        |
| Japan                             | 2        |
| Južnoafrička Republika            | 2        |
| Kanada                            | 2        |
| Nizozemska                        | 20       |
| Novi Zeland                       | 17       |
| Njemačka                          | 15       |
| Španjolska                        | 1        |
| Švedska                           | 6        |
| Švicarska                         | 8        |
| Ujedinjeno Kraljevstvo            | 5        |
| U.S. Billboard Hot 100            | 6        |
| U.S. Billboard Top 40 Mainstream  | 5        |
| U.S. Billboard Adult Contemporary | 5        |
| U.S. Billboard Adult Top 40       | 10       |
| U.S. Billboard Hot Latin Tracks   | 21       |
| U.S. ARC Weekly Top 40            | 2        |

| Država | Certifikacija | Primjeraka |
| ------ | ------------- | ---------- |
| UK     | srebrna       | 302.432    |
| SAD    | zlatna        | 500.000+   |